# Fémlepkeformák
A fémlepkeformák (Procridinae, más néven: Adscitinae) a valódi lepkék (Glossata) közé tartozó csüngőlepkék (Zygaenidae) egyik, Magyarországon is ismert alcsaládja. Az alcsalád valamennyi fajának imágójának szárnya teljesen rajzolatmentes, zöldes vagy kékes színű, fémesen csillog. Éjszaka és nappal repülő fajok is vannak közöttük. A természetben csak ritkán láthatók. A fajok többségét magyarul valamilyen fémlepkének hívják.

## Rendszertani felosztásuk
A fajgazdag  alcsaládot több nemre, és alnemre bontják; ezek közül hazánkban legjelentősebbek az Adscita és a Jordanita. A Jordanita fazekasi (Efetov, 1998) a pannon régióban endemikus faj; legközelebbi rokonai az Ibériai-félszigeten és Kis-Ázsiában élnek. A Jordanita budensis a 20. század közepétől Magyarország néhány földrajzi területéről eltűnt. Az okok nem ismertek.
A kormoslepke (Theresimima ampelophaga) szőlőink kártevője. Az összes szőlőtermő vidéken megtalálták. Holomediterrán faunaelem. Magyarországi védett fajok a görög fémlepke (Jordanita graeca) és a ritka fémlepke (Adscita geryon).
Az alcsalád két nemzetsége:
- Artonini
- Procridini

Utóbbiba tartozik valamennyi, Európában előforduló nemük:
- Adscita (Retzius, 1783) — két fajcsoporttal
- Jordanita (Verity, 1946) — hat fajcsoporttal
- Rhagades (Wallengren, 1863) — két fajcsoporttal
- Theresimima (Strand, 1917) — egyetlen fajjal

### Nemek betűrendben
Acoloithus – Adscita – Aethioprocris – Aglaino – Allobremeria – Allocaprima – Alloprocris – Alteramenelikia – Alterasvenia – Amuria – Ancistroceron – Ankasocris – Arachotia – Araeocera – Artona – Astyloneura – Balataea – Bintha – Brachartona – Bremeria – Burlacena – Cerodendra – Chalconycles – Chilioprocris – Chrysartona – Chrysocaleopsis – Cibdeloses – Clelea – Coementa – Dubernardia – Ephemeroidea – Erythroclelea – Euclimaciopsis – Euphacusa – Formiculus – Funeralia – Gaedea – Gonioprocris – Gregorita – Harrisina – Harrisinopsis – Harrisinula – Hedina – Hestiochora – Homophylotis – Hysteroscene – Illiberis – Inope – Ischnusia – Jordanita – Kubia – Kublaia – Lamprochloe – Leptozygaena – Levuana – Lophosoma – Lucasiterna – Malamblia – Malthaca – Metanycles – Monalita – Monoschalis – Morionia – Mydrothauma – Naufockia – Neobalataea – Neofelderia – Neoprocris – Notioptera – Onceropyga – Pampa – Pernambis – Piarosoma – Platyzygaena – Pollanista – Pollanisus – Praeprocris – Praviela – Primilliberis – Procotes – Procris – Procrita – Pseudoprocris – Pseudosesidia – Pteroceropsis – Pycnoctena – Pyromorpha – Rhagades – Rjabovia – Roccia – Saliunca – Saliuncella – Seryda – Sesiomorpha – Setiodes – Sthenoprocris – Stylura – Subclelea – Syringura – Tascia – Tasema – Tetraclonia – Theresimima – Thibetana – Thyrassia – Thyrina – Triacanthia – Triprocris – Turneriprocris – Urodopsis – Wiegelia – Xenoprocris – Zama – Zeuxippa – Zikanella – Zygaenoprocris

### Magyarországi fajaik
- Adscita (Retzius, 1783)
  - ritka fémlepke (Adscita geryon Hb., 1813) — Magyarországon többfelé előfordul (Fazekas, 2001; Buschmann, 2004; Pastorális, 2011; Pastorális & Szeőke, 2011);
  - közönséges fémlepke (Adscita statices L., 1758) — Magyarországon közönséges (Fazekas, 2001; Buschmann, 2004; Pastorális, 2011; Pastorális & Szeőke, 2011);
- Jordanita (Verity, 1946)
  - magyar fémlepke (Jordanita budensis Ad. Speyer & Au. Speyer, 1858) — Magyarországon sokfelé előfordul (Buschmann, 2004; Pastorális, 2011);
  - ércfényű fémlepke (Jordanita chloros Hb., 1813) — Magyarországon közönséges (Fazekas, 2001; Buschmann, 2004; Pastorális, 2011; Pastorális & Szeőke, 2011);
  - Fazekas fémlepkéje (Jordanita fazekasi Efetov, 1998) — Magyarországon többfelé előfordul (Pastorális, 2011);
  - nagy fémlepke (Jordanita globulariae Hb., 1793) — Magyarországon közönséges (Fazekas, 2001; Buschmann, 2004; Pastorális, 2011; Pastorális & Szeőke, 2011);
  - görög fémlepke (Jordanita graeca Jordan, 1917) — Magyarországon sokfelé előfordul (Buschmann, 2004; Pastorális, 2011);
  - aranyzöld fémlepke (Jordanita notata Zeller, 1847) — Magyarországon közönséges (Pastorális, 2011; Pastorális & Szeőke, 2011);
  - balkáni fémlepke (Jordanita subsolana Staudinger, 1862) — Magyarországon sokfelé előfordul (Fazekas, 2001; Buschmann, 2004; Pastorális, 2011);
- Rhagades (Wallengren, 1863)
  - kökény-fémlepke (Rhagades pruni Denis & Schiffermüller, 1775) — Magyarországon közönséges (Fazekas, 2001; Buschmann, 2004; Pastorális, 2011; Pastorális & Szeőke, 2011);
- Theresimima (Strand, 1917)
  - kormoslepke (kormospille, Theresimima ampelophaga Bayle-Barelle, 1808) — Magyarországon közönséges (Fazekas, 2001; Buschmann, 2004; Mészáros, 2005; Pastorális, 2011);